# Učinek prvega prehoda
Učinek prvega prehoda ali predsistemska presnova je pojav pri presnovi zdravil, ko se del učinkovine metabolizira še preden pride v sistemski krvni obtok. Predsistemska presnova poteka zlasti v jetrih, deloma tudi v svetlini in steni prebavil, redkeje pa v pljučih.
Po tem, ko zdravilo pogoltnemo in se le-to absorbira v stene prebavil, gre absorbirana učinkovina v portalno veno, ki vodi kri v jetra. V jetrih poteka presnova številnih učinkovin; presnovki so običajno farmakološko neaktivni. Zatorej preide v sistemski krvni obtok manjša količina aktivne učinkovine, kot smo je bili zaužili; biološka razpoložljivost zdravila se na ta način zmanjša.
Molekule učinkovine predstavljajo v telesu ksenobiotike, ki jih zato organizem želi izločiti. Smisel presnove je v tem, da so presnovki navadno hidrofilnejši od izhodne spojine, zato je izločanje olajšano. Reabsorpcija iz proksimalnih tubulov v ledvicah je namreč zmanjšana.
Učinku prvega prehoda se izognemo pri naslednjih vrstah aplikacij:
- intravenska (v veno),
- subkutana (podkožna),
- intramuskularna (v mišico),
- sublingualna (podjezična).

Pri peroralnem dajanju zdravila, ki je zelo podvrženo učinku prvega prehoda, moramo odmerek ustrezno povišati, tako da je tudi po presnovi v sistemskem krvnem obtoku ustrezna količina razpoložljive učinkovine.